# Копосов, Евгений Васильевич
Евгений Васильевич Копосов (9 октября 1952 — 31 июля 2013) — ректор Нижегородского государственного архитектурно-строительного университета. Доктор технических наук. Заведующий международной кафедрой ЮНЕСКО «Экологически безопасное развитие крупного региона — бассейна Волги». Почетный сенатор Университета прикладных наук г. Кёльна (Германия). Член-корреспондент РААСН.

## Биография
В 1976 году окончил географический факультет Казанского государственного университета по специализации «Инженерное карстоведение». В 2008 году окончил Академию народного хозяйства при Правительстве РФ.

## Публикации
Имеет более 200 опубликованных работ. Среди них: 8 монографий, 12 учебных пособий, 1 учебник.

## Награды
- Награждён знаком «Почётный работник высшего профессионального образования РФ»
- Медалью Университета прикладных наук г. Кёльна.
- В 1993 году был награждён знаком «Отличник разведки недр».

## Смерть
Евгений Васильевич погиб в дорожно-транспортном происшествии, которое произошло 31 июля 2013 года на 29 км трассы Нижний Новгород-Киров, вместе со своей супругой. По предварительным данным, причиной аварии стало то, что он не справился с управлением на мокрой дороге и врезался в отбойный брус.
Похоронен вместе с женой на кладбище близ деревни Оньшино Краснобаковского района Нижегородской области.